# Leon Trojanowski
Leon Trojanowski (ur. 30 września 1896 w Jelcu, zm. 26 stycznia 1934 w Warszawie) – major kawalerii Wojska Polskiego, kawaler Orderu Virtuti Militari.

## Życiorys
Urodził się 30 września 1896 roku w Jelcu, w rodzinie Stanisława (1861–1920) i Wiktorii. W 1914 roku ukończył gimnazjum w Jelcu. Wakacje spędzał w Zakopanem. Tam zastał go wybuch I wojny światowej. Na początku sierpnia 1914 roku wstąpił do II batalionu Legionów Polskich, a 26 sierpnia tego roku został przeniesiony do szwadronu ułanów Władysława Belina-Prażmowskiego. Po utworzeniu 1 pułku ułanów Legionów Polskich został przydzielony do szwadronu rotmistrza Gustawa Orlicz-Dreszera. Od 5 lutego do 31 marca 1917 roku był słuchaczem kawaleryjskiego kursu oficerskiego przy 1 pułku ułanów w Ostrołęce. Kurs ukończył z wynikiem dostatecznym. Posiadał wówczas stopień wachmistrza. W lipcu 1917 roku, po kryzysie przysięgowym, został internowany w obozie w Szczypiornie, a później w Łomży.
1 listopada 1918 roku został przyjęty do Wojska Polskiego i przydzielony do 7 pułku Ułanów Lubelskich. W szeregach tego oddziału walczył na wojnie z bolszewikami. 19 stycznia 1921 roku został zatwierdzony z dniem 1 kwietnia 1920 roku w stopniu porucznika, w kawalerii, w grupie oficerów byłych Legionów Polskich. 1 czerwca 1921 roku pełnił służbę w Centralnej Szkole Kawalerii w Grudziądzu, a jego oddziałem macierzystym był wówczas 7 pułk ułanów. 3 maja 1922 roku został zweryfikowany w stopniu porucznika ze starszeństwem z dniem 1 czerwca 1919 roku i 35. lokatą w korpusie oficerów jazdy. Po wojnie kontynuował służbę w 7 pułku ułanów Lubelskich w Mińsku Mazowieckim. 31 marca 1924 roku został awansowany na rotmistrza ze starszeństwem z 1 lipca 1923 roku i 28. lokatą w korpusie oficerów jazdy (od 1924 roku - kawalerii). 31 marca 1930 roku został przeniesiony do Korpusu Ochrony Pogranicza na stanowisko dowódcy 11 Szwadronu KOP. Na majora został awansowany ze starszeństwem z dniem 1 stycznia 1930 roku w korpusie oficerów kawalerii. 23 marca 1932 roku został przeniesiony z KOP do 5 pułku Ułanów Zasławskich w Ostrołęce na stanowisko kwatermistrza.
Zmarł 26 stycznia 1934 roku w Warszawie. Pochowany na cmentarzu Powązkowskim (kwatera 105-3-19,20). 

## Ordery i odznaczenia
- Krzyż Srebrny Orderu Wojskowego Virtuti Militari nr 2641 – 1921[16]
- Krzyż Niepodległości (12 maja 1931)[17]
- Krzyż Walecznych (czterokrotnie)
- Srebrny Krzyż Zasługi (10 listopada 1928)[18]
- Krzyż Kawalerski Orderu Gwiazdy Rumunii (Rumunia)
- Medal 10 Rocznicy Wojny Niepodległościowej (Łotwa)[19]